# Rezerwat przyrody Dziki Kąt
Rezerwat przyrody Dziki Kąt – rezerwat leśny położony w województwie warmińsko-mazurskim, w powiecie gołdapskim, w gminie Dubeninki. Rezerwat znajduje się na terenie Parku Krajobrazowego Puszczy Rominckiej.
Utworzony został w 1973 roku w celu zachowania naturalnego fragmentu Puszczy Rominckiej, głównie drzewostanów sosnowo-świerkowych w wieku 120–140 lat. Rezerwat zajmuje powierzchnię 35,79 ha (akt powołujący podawał 34,10 ha).
Rezerwat leży w nadleśnictwie Gołdap. Na swoim północno-wschodnim krańcu graniczy z rezerwatem „Struga Żytkiejmska”.